# Fontenay-le-Marmion
Fontenay-le-Marmion és un municipi francès situat al departament de Calvados i a la regió de Normandia. L'any 2017 tenia 1.930 habitants.

## Demografia

### Població
El 2007 la població de fet de Fontenay-le-Marmion era de 1.598 persones. Hi havia 594 famílies de les quals 107 eren unipersonals (16 homes vivint sols i 91 dones vivint soles), 200 parelles sense fills, 255 parelles amb fills i 32 famílies monoparentals amb fills.
Habitants censats

### Habitatges
El 2007 hi havia 617 habitatges, 599 eren l'habitatge principal de la família, 3 eren segones residències i 15 estaven desocupats. 571 eren cases i 44 eren apartaments. Dels 599 habitatges principals, 445 estaven ocupats pels seus propietaris, 142 estaven llogats i ocupats pels llogaters i 11 estaven cedits a títol gratuït; 5 tenien una cambra, 23 en tenien dues, 87 en tenien tres, 161 en tenien quatre i 323 en tenien cinc o més. 564 habitatges disposaven pel capbaix d'una plaça de pàrquing. A 223 habitatges hi havia un automòbil i a 323 n'hi havia dos o més.

## Economia
El 2007 la població en edat de treballar era de 1.064 persones, 783 eren actives i 281 eren inactives. De les 783 persones actives 709 estaven ocupades (370 homes i 339 dones) i 74 estaven aturades (34 homes i 40 dones). De les 281 persones inactives 101 estaven jubilades, 116 estaven estudiant i 64 estaven classificades com a «altres inactius».

### Ingressos
El 2009 a Fontenay-le-Marmion hi havia 575 unitats fiscals que integraven 1.537 persones, la mediana anual d'ingressos fiscals per persona era de 18.190 €.

### Activitats econòmiques
Dels 36 establiments que hi havia el 2007, 2 eren d'empreses extractives, 1 d'una empresa alimentària, 8 d'empreses de construcció, 14 d'empreses de comerç i reparació d'automòbils, 3 d'empreses de transport, 3 d'empreses d'hostatgeria i restauració, 1 d'una empresa financera, 1 d'una empresa immobiliària, 1 d'una entitat de l'administració pública i 2 d'empreses classificades com a «altres activitats de serveis».
Dels 13 establiments de servei als particulars que hi havia el 2009, 1 era un taller de reparació d'automòbils i de material agrícola, 1 paleta, 2 guixaires pintors, 1 fusteria, 3 lampisteries, 1 electricista, 1 perruqueria, 2 restaurants i 1 saló de bellesa.
Dels 3 establiments comercials que hi havia el 2009, 1 era una gran superfície de material de bricolatge, 1 una botiga de menys de 120 m² i 1 una joieria.
L'any 2000 a Fontenay-le-Marmion hi havia 15 explotacions agrícoles que ocupaven un total de 840 hectàrees.

## Equipaments sanitaris i escolars
L'únic equipament sanitari que hi havia el 2009 era una farmàcia.
El 2009 hi havia 1 escola maternal i 1 escola elemental.